# Guvernementet Tobolsk
Guvernementet Tobolsk var ett ryskt guvernement i västra Sibirien, 1796-1919.

## Geografi
Det var omgivet av Norra ishavet i norr, guvernementen Archangelsk, Vologda, Perm och Orenburg i väster, oblasten Akmolinsk och
Semipalatinsk i söder samt guvernementen Tomsk och Jenisejsk i öster.
Arealen utgjorde 1 397 692 km², därav 3 257 km² öar och 10 269 km₂ insjöar. Utom längst i nordväst, där Uralbergen nådde upp till 1 200 m., var
Tobolsk övervägande lågland, knappt någonstädes mer än 100 m. ö. h.
I söder härskade stäppen med den torra och trädfattiga Baraba- eller Hungerstäppen i öster och Tobol- och Isjimstäppen i väster, omkring 110 000 km², utomordentligt bördig, till större delen betäckt av svartjord och bebodd av mer än 800 000 personer. Norr därom låg stora, skogrika kärrtrakter (urman), såsom Kazijarski-, Salynski- och Kachtytoträsken, och längst i norr den trädlösa tundran. Särskilt södra delen var rik på insjöar, flera med saltvatten, de minskades hastigt och försvann, så att trakten på en mansålder betydligt förändrats.
Landet genomdrogs av Ob med Irtysj och dess många bifloder, främst Tobol, alla segelbara; ångare gå i norr upp till Beresov, nästan vid polcirkeln, åt söder till Kurgan, vid Transsibiriska järnvägen, och Semipalatinsk.

## Klimat
Klimatet var kallt med stora ytterligheter. Medeltemperaturen var i Beresov -4,6°, i Tobolsk -0,2° (juli 19,1°, januari -19°), i Kurgan l,2°. Floderna var tillfrusna en stor del av året (Irtysj vid Tobolsk 174, Ob vid Obdusk 219 dagar). Nederbörden var ringa. 

## Näringsliv
Jorden var på stora områden ofantligt bördig. Föga mer än femtedel (2,6 miljoner hektar) av den för jordbruk ägnade arealen (omkring 11,5 miljoner hektar) är odlad och frambringar havre, råg, vete, korn, potatis, bovete, lin, hampa och tobak i myckenhet. Skogarna, nästan alla statens, omfattade 25 procent av arealen och lämnade virke till skeppsbygge, trävaror, tjära, cembratallfrön och skogsbär.
Den obetydligt utvecklade industrin bestod huvudsakligen i beredning av pälsverk samt tillverkning av talg och brännvin. Spannmål, ladugårdsprodukter, sprit, tobak och fisk var de viktigaste utförselvarorna. Handeln var livlig, trots dåliga vägar. Av järnvägar finnas endast 77 km på banan Jekaterinburg-Tiumen och 293 km av Transsibiriska järnvägen (sträckan Tjeljabinsk-Omsk).

## Befolkning
Folkmängden uppgick till 2 085 700 (1915) personer, 1,4 på l km², och bestod till största delen (91,6 procent) av ryssar; resten utgjorde av tatarer (4,6 procent) i söder, finnar (2,5 procent), ostjaker, samojeder och voguler i norr. Dessutom fanns tyskar, judar i städerna samt omkring 1 500 romer.
Omkring 92,52 procent var rysk-ortodoxa; för övrigt förekom katoliker (2,5 procent),
muslimer (2,15), protestanter (0,54 procent); en stor del av de asiatiska stammarna hade egna religioner. Ryssarna var mestadels jordbrukare, de övriga folken mest nomader med jakt och fiske som huvudnäring. 89,6 procent av befolkningen var bönder. Endast 23 procent av befolkningen över 9 år var läskunniga. De nordliga folken ha stora renhjordar.
Folkökningen är stark på grund dels av inflyttning, dels av de många förvisningarna. Antalet inflyttade kolonister uppgick under femårsperioden 1910-14 till i medeltal 12 453 per år. Guvernementet har indelats i tio distrikt, och de viktigaste städerna var Tobolsk (huvudstad), Tiumen, Beresov, Isjim och Kurgan.

## Historia
Tobolsk upprättades som guvernementet 1796 och omfattade även guvernementet Tomsk, som 1804 avsöndrades som eget guvernement. 1822-82 bildade de båda tills, generalguvernementet Västsibirien. 1868 avsöndrades södra delen av området (Omsk och Petropavlovsk)
till oblastet Akmolinsk.
- Wikimedia Commons har media som rör Guvernementet Tobolsk.